# Manoir le Roure

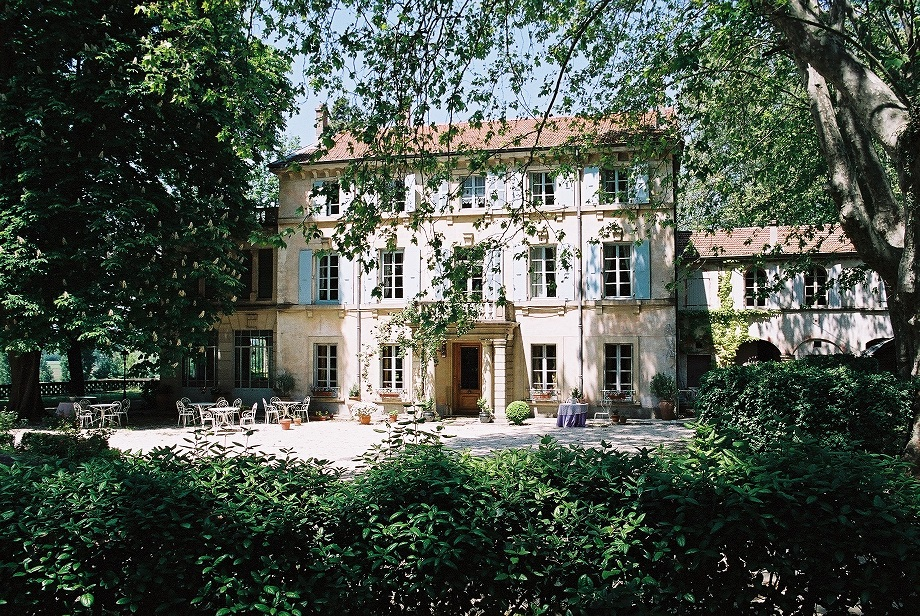
Südfassade des Manoir le Roure

Das Manoir le Roure liegt südlich der Stadt Montélimar in der Gemeinde Châteauneuf-du-Rhône, in der Drôme provençale. Das Herrenhaus, dessen Ursprung von dem Historiker De Coston auf das 14. Jahrhundert datiert wird, ist umgeben von einem Park mit Zierteichen und Wasserbecken.

## Geschichte
Gemäß dem Historiker de Coston, lässt sich der Stammbaum der Familie Roure weit zurückverfolgen: Zu Pons im Jahr 1385, Jean 1400, Guillaume 1450, Pierre 1471, Mathieu 1500, Antoine 1512, Christophe 1530 und schließlich Claude 1544.
Letzterer vererbt das Gut mit dem Namen "Roure" an seine Tochter Claudine und ihren Ehemann Arnand Pertuis weiter. Die jeweils erstgeborenen Söhne der nachfolgenden Generationen, Hector, Samuel, Josserand, Jacques und Joseph Pertuis werden nacheinander Besitzer des Manoir le Roure.
Einigen Ahnenforschern gemäß verkauft die Familie Pertuis aufgrund finanziellen Ruins das Roure an den Adligen Alexande de Piolenc de Thoury, Vorsitzender des Parlaments in Grenoble, der es 1758 wiederum an Jacques-Daniel Nicolas verkauft. Laut Coston war Zacharie Pascal 1652 Besitzer des Roure. Er verstirbt im selben Jahr und sein Erbe, sein Sohn Florent, nimmt den Namen Florent Pascal du Roure an.  Als er kinderlos stirbt, erbt sein Bruder Alexande Pascal du Roure den Besitz. Wiederum kinderlos, fällt das Manoir nach dessen Tod in die Hände seiner Schwester Madelaine Pascal du Roure, Ehefrau von Daniel Livache, Lehensrichter des Duc de Lesdiguières.
Jacques-Daniel Nicolas, geboren am 24. August 1719, Sohn von Daniel Nicolas, kauft das Gut 1758 und fügt ebenfalls das "Roure" zu seinem Familiennamen hinzu. Mit seiner Ehefrau Jeanne-Monique Laurans hat er um die zehn Kinder, darunter Daniel et Joseph.  
Daniel Nicolas du Roure, geboren am 9. Juli 1759, heiratet am 1. Februar 1785 Marie Rousset, Tochter von Pierre Gaspard Rousset und Marie Faujas, die ihm sechs Kinder schenkt, darunter Daniel, der am 22. März 1796 geboren wird.
Joseph Nicolas du Roure, geboren am 3. November 1761, Bruder von Daniel Nicolas, nimmt zur besseren Unterscheidung den Namen "Jonquet" an und ist seinerseits Besitzer eines nahegelegenen Gutes. Am 14. Februar 1761 heiratet er Clotilde  Richon, mit der er einen Sohn, unverheiratet verstorben, und eine Tochter, Clotilde Nicolas-Jonquet, hat.

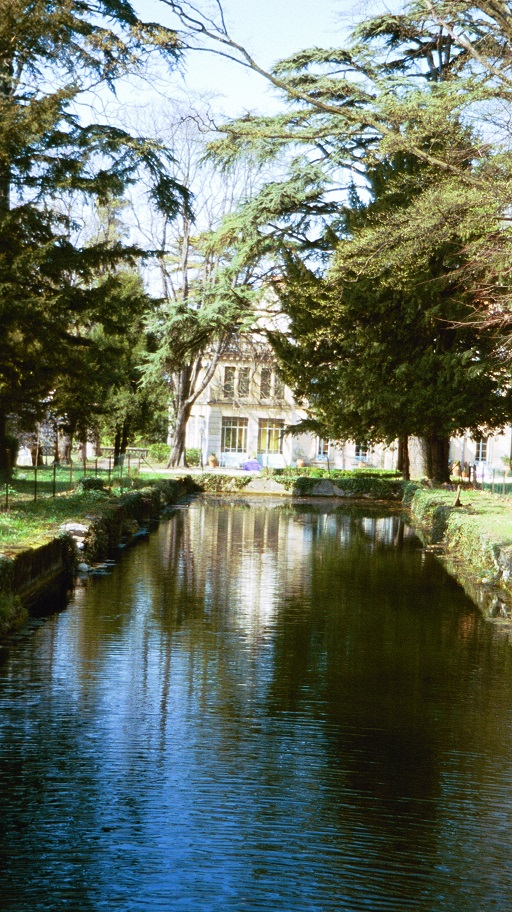
Wasserbassin im Park des Manoir le Roure

Die zwei Güter und Namen werden am 27. September 1824 vereint, als Daniel Nicolas du Roure, Sohn von Daniel und Marie Rousset, seine Cousine Clotilde Nicolas-Jonquet, die Tochter von Joseph Nicolas-Jonquet und Clotilde Richon heiratet. 
Daniel wird am 4. September 1830 Bürgermeister von Montélimar und stirbt 1863. Seine Ehefrau überlebt ihn um 18 Jahre. Sie erbt den Besitz der Jonquets, nicht jedoch das Roure, das sie 1879 von Jean-Baptiste-Frédéric Chare zurückkauft (wie in einem Zeitungsartikel vom 4. September 1879 vermerkt ist). Sie stirbt zwei Jahre später ohne Erben. Ihr gesamtes Eigentum, geschätzt auf 306000 Francs werden dem Krankenhaus von Montélimar zuteil, nur das Manoir le Roure vermacht sie ihrem Cousin Charles Rousset.
Die Familie Rousset gehört zu den alteingesessenen Bürgerfamilien Montélimars. Sie lässt sich bis ins 12. Jahrhundert zurückverfolgen.
Der für das Manoir bedeutendste Mitglied dieser Familie wird am 6. Dezember 1847 in Montélimar geboren, Charles-Louis-Marie-Joseph, kurz Charles Rousset.
Der junge Mann wird Unteroffizier des 32. Regimes der Infanterie, kämpft während des Krieges in der Armee de Metz und findet sich danach in der Gefangenschaft wieder. Zurück in Frankreich heiratet er 1889 Marguerite-Émilie-Marie de Pina de Saint-Didier. Nach diversen Beförderungen wird er 1905 zum General der Brigade ernannt. 1909 kehrt er für seinen Ruhestand nach Châteauneuf-du-Rhône und seinem Erbe, dem Manoir, zurück und unternimmt dort große bauliche Veränderungen.
1959 kauft Alfred-Hector Baillieux der Familie Rousset das Manoir ab. Nach seinem Tod wird es an die elfköpfige Familie Deloye verkauft, die es bis 2001 behalten.
Zum Verkauf gestellt, wird das Gut 2002 von dem Ehepaar Lhopital erworben, die es zu einem Hotel umfunktionierten.

## Bau
Seit 1385 beinhaltet das Gut weitläufige landwirtschaftliche Gebäude, die an die Straße angrenzen und weiter im Süden eine geschlossene Mauer, die von einem großen gewölbten Tor durchbrochen wird. 
Ursprünglich umfasste das Gut ein Herrenhaus und einen Bauernhof aus Steinen der Rhone. Im 17. Jahrhundert vervollständigte ein kubischer Anbau im strengen provençalischen Stil das Gebäude. Ende des 18. Jahrhunderts wurden große Veränderungen zur Verschönerung unternommen.
Es wird ein weiteres Stockwerk hinzugefügt, das Dach erhöht und die Richtung der Dachschräge geändert. 
Es entsteht ein Herrenhaus im Stil der Belle Epoque, beinahe ein Schloss mit Turm und Kolonnaden, einem Peristyl und einer Orangerie, die sich zum Park hin öffnet.
Das Château de Grignan (bekannt gemacht durch die Marquise de Sevigne, die dort viele Jahre verbrachte) hat die Architekturwahl für das Manoir le Roure der damaligen Zeit beeinflusst. Die farbigen Fenstern sowie die Fresken in der Orangerie in warmen Farben, dominiert von Ocker und Safran, erinnern an einen afrikanischen Einfluss.

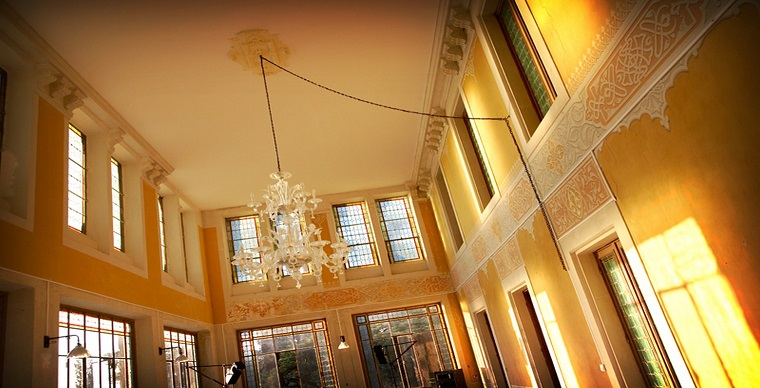
Orangerie des Manoir le Roure

Das Gebäude wurde weiter so gebaut, dass es die Terrassen und das Hauptgebäude weitgehend vor den starken Winden (Mistral) schützen konnte. Die am stärksten benutzen Eingänge befinden sich deshalb an der Südseite des Hauses, die wenigen Eingänge an der Nordseite reichen aus um das Gebäudeinnere zu erleuchten. Gleichwohl profitieren die Orangerie und die Terrassen von einer Ausrichtung nach Süd, Südwest.

## Der Park
Seit 2002 erstreckt sich der Besitz über ein Terrain von vier Hektar, das neben anderen Baumarten auch um die 40 Platanen von über 40 Metern Höhe umfasst. Sie säumen die Route départementale und den Nordeingang des Herrenhauses.
Darüber hinaus finden sich auf dem Gelände libanesische Zedern (mehr als 200 Jahre alt), ein Sequoia, sieben Kastanien, Linden, Pinien, Pappeln und Eichen.
Der Park mit seinen hohen Bäumen unterscheidet sich signifikant von der umliegenden Vegetation. Eine Erklärung dafür ist möglicherweise die Tatsache, dass der Besitz mit seinen Ländereien und Wasserbecken von drei verschiedenen Quellen versorgt werden. Bis 1975 war der Besitz vollkommen wasserunabhängig.

## Bibliographie
Das Herrenhaus war Gegenstand mehrere Artikel von Marylène Marcel-Ponthier, Historikerin und Chronistin der Tageszeitung La Tribune, sowie einiger ihrer Bände über das Leben seiner Besitzer. 
Das Werk des Historikers De Coston, bewahrt in der Mediathek Montélimars, ist das einzig erhaltene Dokument der damaligen Zeit, das Aufschluss über den Ursrpunde des Manoir le Roure gibt, im Besonderen Band 1 von Seite 426 bis 427, Band 2 Seite 130 bis 131, 106 und 107, Band 4 Seite 240 bis 243 sowie die Seiten 330, 331 und 448 und 449. 
Die Tageszeitungen von Montélimar am 8. März 1879, dem 22. September 1900, dem 28. September 1907 und dem 2. November 1907 beinhalten einige Veröffentlichungen bezüglich der verschiedenen Besitzer des Manoir le Roure.